# Bâtiment de l'Artillerie de Collioure
Le bâtiment de l'artillerie est un édifice militaire du XVIIe siècle situé à Collioure dans les Pyrénées-Orientales.

## Histoire
Le bâtiment de l'artillerie et les vestiges des remparts environnants sont inscrits au titre des Monuments historiques par arrêté du 28 octobre 1927.